# Яковлевка (Саратовская область)
Яковлевка — село в Базарно-Карабулакском районе Саратовской области России. Административный центр Яковлевского муниципального образования.
По документам Центрального архива Яковлевка впервые упомянута в 1740 году. В то время в деревне проживало всего 68 человек.
В настоящее время в селе проживает около 1780 человек. Село населено преимущественно татарами. Имеется мечеть.
Село имеет компактное расположение, не более 2 км².
В селе родился Герой Советского Союза Идрис Кудашев.

## Список улиц
- пер. Братский
- ул. Вольская
- пер. Восток
- ул. Молодёжная
- ул. Новая
- ул. Октябрьская
- ул. Первомайская
- пер. Почтовый
- пер. Рабочий
- ул. Речная
- пер. Садовый
- ул. Советская
- ул. Степная